# Noma-Preis für afrikanische Literatur
Der Noma-Preis für afrikanische Literatur (jap. 野間アフリカ出版賞, Noma Afurika Shuppanshō, englisch Noma Award for Publishing in Africa / französisch Le Prix Noma de Publication en Afrique) wurde 1979 vom japanischen Verleger Shōichi Noma gestiftet und von 1980 bis 2009 jährlich an afrikanische Schriftsteller und Wissenschaftler vergeben, deren Arbeit in Afrika veröffentlicht wurde. Der Preis war mit 10 000 US-Dollar dotiert und wurde durch das japanische Verlagshaus Kōdansha unterstützt. Er wurde für eine hervorragende Neuerscheinung in einer der drei folgenden Kategorien vergeben:
- wissenschaftliche bzw. akademische Arbeit
- Kinderbuch
- literarisches Werk

Das Werk konnte sowohl in einer afrikanischen als auch in einer europäischen Sprache abgefasst sein.
Nach 30 Jahren großzügiger Förderung durch die Noma-Familie wurde der Preis letztmals 2009 an die nigerianische Schriftstellerin Sefi Atta vergeben.

## Preisträger
1980–1989
| Jahr | Autor               | Land           | Titel                                                                           | Gattung               | dt. Titel                                          |
| ---- | ------------------- | -------------- | ------------------------------------------------------------------------------- | --------------------- | -------------------------------------------------- |
| 1980 | Mariama Bâ          | Senegal        | Une si longue lettre                                                            | Roman                 | Ein so langer Brief, 1983                          |
| 1981 | Felix C. Adi        | Nigeria        | Health Education for the Community                                              |                       |                                                    |
| 1982 | Meshack Asare       | Ghana          | The Brassman’s Secret                                                           | Kinderbuch            | Kwajo und das Geheimnis des Trommelmännchens, 1995 |
| 1983 | Austin N.E. Amissah | Ghana          | Criminal Procedure in Ghana                                                     |                       |                                                    |
| 1984 | Gakaara wa Wanjau   | Kenia          | Mesandiki wa Mau Mau Ithaamirio-in                                              | Gefängniserinnerungen |                                                    |
|      | Njabulo Ndebele     | Südafrika      | Fools and other stories                                                         | Erzählungen           |                                                    |
| 1985 | Bernard Nanga       | Kamerun        | La Trahison de Marianne                                                         | Roman                 |                                                    |
| 1986 | António Jacinto     | Angola         | Sobreviver em Tarrafal de Santiago                                              | Lyrik                 |                                                    |
| 1987 | Pierre Kipré        | Elfenbeinküste | Villes de Côte d’Ivoire (1893–1940)                                             |                       |                                                    |
| 1988 | Luli Callinicos     | Südafrika      | Working Life. Factories, Townships, and Popular Culture on the Rand (1886–1940) |                       |                                                    |
| 1989 | Chenjerai Hove      | Simbabwe       | Bones                                                                           | Roman                 | Knochen, 1990                                      |

1990–1999
| Jahr | Autor                                | Land           | Titel                                                                                        | Gattung    | dt. Titel |
| ---- | ------------------------------------ | -------------- | -------------------------------------------------------------------------------------------- | ---------- | --------- |
| 1990 | Francis Wilson und Mamphela Ramphele | Südafrika      | Uprooting Poverty: The South African Challenge                                               |            |           |
| 1991 | Niyi Osundare                        | Nigeria        | Waiting Laughters                                                                            | Lyrik      |           |
| 1992 | Souad Khodja                         | Algerien       | A comme Algériennes                                                                          |            |           |
|      | Charles Mungoshi                     | Simbabwe       | One Day, Long Ago. More Stories from a Shona Childhood                                       | Kinderbuch |           |
| 1993 | Mongane Wally Serote                 | Südafrika      | Third World Express                                                                          | Lyrik      |           |
| 1994 |                                      |                | A Modern Economic History of Africa. Volume 1: The Nineteenth Century (CODESRIA, Dakar 1993) |            |           |
| 1995 | Marlene van Niekerk                  | Südafrika      | Triomf                                                                                       | Roman      |           |
| 1996 | Kitia Touré                          | Elfenbeinküste | Destins paralleles                                                                           | Roman      |           |
| 1997 | Albert Adu Boahen                    | Ghana          | Mfantsipim and the Making of Ghana: A Centenary History (1876–1976)                          |            |           |
| 1998 | Peter Adwok Nyaba                    | Sudan          | The Politics of Liberation in South Sudan: An Insider’s View                                 |            |           |
| 1999 | Djibril Samb                         | Senegal        | L’interprétation des rêves dans la région sénégambienne                                      |            |           |

2000–2009
| Jahr  | Autor                                 | Land           | Titel                                                                | Gattung         | dt. Titel        |
| ----- | ------------------------------------- | -------------- | -------------------------------------------------------------------- | --------------- | ---------------- |
| 2000  | Kimani Njogu und Rocha Chimera        | Kenia          | Ufundishaji wa Fasihi: Nadharia na Mbinu                             |                 |                  |
| 2001  | Abosede Emanuel                       | Nigeria        | Odun Ifa / Ifa Festival                                              |                 |                  |
| 2002  | Hamdi Sakkut                          | Ägypten        | The Arabic Novel: Bibliography and Critical Introduction (1865–1995) |                 |                  |
| 2003  | Elinor Sisulu                         | Südafrika      | Walter and Albertina Sisulu. In Our Lifetime                         | Biographie      |                  |
| 2004* | Njabulo Ndebele                       | Südafrika      | The Cry of Winnie Mandela                                            | Roman           |                  |
|       | Brett Bailey                          | Südafrika      | The Plays of Miracle and Wonder                                      | Theater         |                  |
|       | Tunde Lawal-Solarin                   | Nigeria        | Lanre and the Queen of the Stream                                    | Kinderbuch      |                  |
|       | Adeboye Babalola und Olugboyega Alaba | Nigeria        | A Dictionary of Yoruba Personal Names                                |                 |                  |
| 2005  | Werewere-Liking Gnepo                 | Kamerun        | La mémoire amputée                                                   | Roman           |                  |
| 2006  | Lebogang Mashile                      | Südafrika      | In a Ribbon of Rhythm                                                | Lyrik           |                  |
| 2007  | Shimmer Chinodya                      | Elfenbeinküste | Strife                                                               | Roman           | Zwietracht, 2010 |
| 2008  | Zachariah Rapola                      | Südafrika      | Beginnings of a Dream                                                | Kurzgeschichten |                  |
| 2009  | Sefi Atta                             | Nigeria        | Lawless and Other Stories                                            | Kurzgeschichten |                  |

- * Die Jury entschied keinen Preisträger zu bestimmen, sondern vier Titeln eine Besondere Erwähnung (Honourable Mention) zu geben.